# صومعه بر
صومعه بر یک روستا در ایران است که در استان زنجان واقع شده‌است. صومعه بر ۱۵۵ نفر جمعیت دارد.